# تروشکی زالسیه
تروشکی زالسیه (به لاتین: Truszki-Zalesie) یک منطقهٔ مسکونی در لهستان است که در Gmina Kolno, Podlaskie Voivodeship واقع شده‌است.

## خصوصیات
تروشکی زالسیه ۷۰ نفر جمعیت دارد.